# Форміньї-Ла-Батай
Форміньї-Ла-Батай (фр. Formigny La Bataille) — муніципалітет у Франції, у регіоні Нижня Нормандія, департамент Кальвадос. Форміньї-Ла-Батай утворено 1-1-2017 шляхом злиття муніципалітетів Еньєрвіль, Екраммвіль, Форміньї i Лув'єр. Адміністративним центром муніципалітету є Форміньї. Населення — 752 особи (01.01.2021).